# Cadella
Cadella é um género de bivalves pertencente à família Tellinidae.
O género possui uma distribuição quase cosmopolita.

## Espécies
Espécies (lista incompleta):
- Cadella coltroi M.Huber, Langleit & Kreipl, 2015
- Cadella crebrimaculata (Sowerby II, 1868)
- Cadella delta (Yokoyama, 1922)